# Ellie Parker
Ellie Parker é um filme estadunidense de 2005 escrito e dirigido por Scott Coffey. É estrelado por Naomi Watts no papel-título.
Trata-se duma versão em longa-metragem, gravado em vídeo, de um curto homônimo de 16 minutos estrelado também por Naomi Watts.
Ellie Parker foi lançado diretamente em vídeo no Brasil.

## Sinopse
É a história de Ellie Parker (Naomi Watts), uma mulher que tenta ser atriz famosa e dedica seu tempo a tentar promover sua carreira, passando por cursos, entrevistas e trocas de figurinos.

## Elenco
- Naomi Watts
- Rebecca Riggs
- Scott Coffey
- Mark Pellegrino
- Chevy Chase
- Blair Mastbaum
- Johanna Ray
- David Baer
- Keanu Reeves